# 凯撒里亚
凯撒里亚（羅馬化：Qēsarya，發音：[keiˈsaʁja]，羅馬化：Qaysaria），又译該撒利亞，是一座位于地中海东岸的古城，现属以色列，居特拉维夫和海法之间，毗邻哈代拉。2007年人口约4500，是以色列唯一由私立机构（“凯撒里亚发展集团”）管理的定居点，也是以色列尚未设立市级议会的定居点中人口最多之处，现属霍夫卡梅尔区法庭辖区。

## 历史
凯撒里亚是赛达国王斯特拉顿一世所建的Stratonospyrgos城的旧址。公元前90年，由哈斯蒙尼王朝国王亚历山大·詹尼亚斯攻占，成为一座犹太城市。公元前63年，罗马共和國征服此城，并令其自治。
大希律王在位期间，大力建设此城，并改其名为凯撒里亚，意为“罗马皇帝之城”，以向罗马示好。前22年在此营修深水人工港，并配以神庙、市场、大灯塔等市政设施，力图建設此城为地中海贸易重镇。
在拜占庭帝国治下，该城仍以繁荣闻名。其后几经战乱地震，建筑大多崩毁或沉入海底，遂沦没无闻。
以色列建国后，羅斯柴爾德家族出资开发，将此地开发为旅游业为主的定居点。
2024年10月19日，以色列总理本雅明·内塔尼亚胡位于该地的私宅遭黎巴嫩真主党的无人机袭击，不过内塔尼亚胡当时并不在凯撒里亚。事件未造成人员伤亡。